# Hazuki Watanabe
Hazuki Watanabe (渡部葉月?, Watanabe Hazuki; Prefettura di Mie, 7 agosto 2004) è una ginnasta giapponese, campionessa mondiale alla trave nel 2022.